# Campionati europei di salto ostacoli 2019
I Campionati europei di salto ostacoli 2019 si sono svolti ad Rotterdam, nei Paesi Bassi, dal 19 al 25 agosto 2019. 

## Podi
| Evento           | Oro          | Argento   | Bronzo      |
| Gara individuale | Martin Fuchs | Ben Maher | Jos Verlooy |
| Gara a squadre   | Belgio       | Germania  | Regno Unito |

## Medagliere
| Posiz. | Nazione     | Oro | Argento | Bronzo | Totale |
| ------ | ----------- | --- | ------- | ------ | ------ |
| 1      | Belgio      | 1   | 0       | 1      | 2      |
| 2      | Svizzera    | 1   | 0       | 0      | 1      |
| 3      | Regno Unito | 0   | 1       | 1      | 2      |
| 4      | Germania    | 0   | 1       | 0      | 1      |
| Totale | Totale      | 2   | 2       | 2      | 6      |